# 元康 (西汉)
元康（前65年—前61年二月）是汉宣帝的第三个年号，共使用了5年。
元康五年三月，改元神爵。惟《元康五年詔書》（居延漢簡10.27）亦有「元康五年五月二日壬子日夏至」。

## 大事记
元康五年（前61年）三月，改元神爵。

## 纪年表

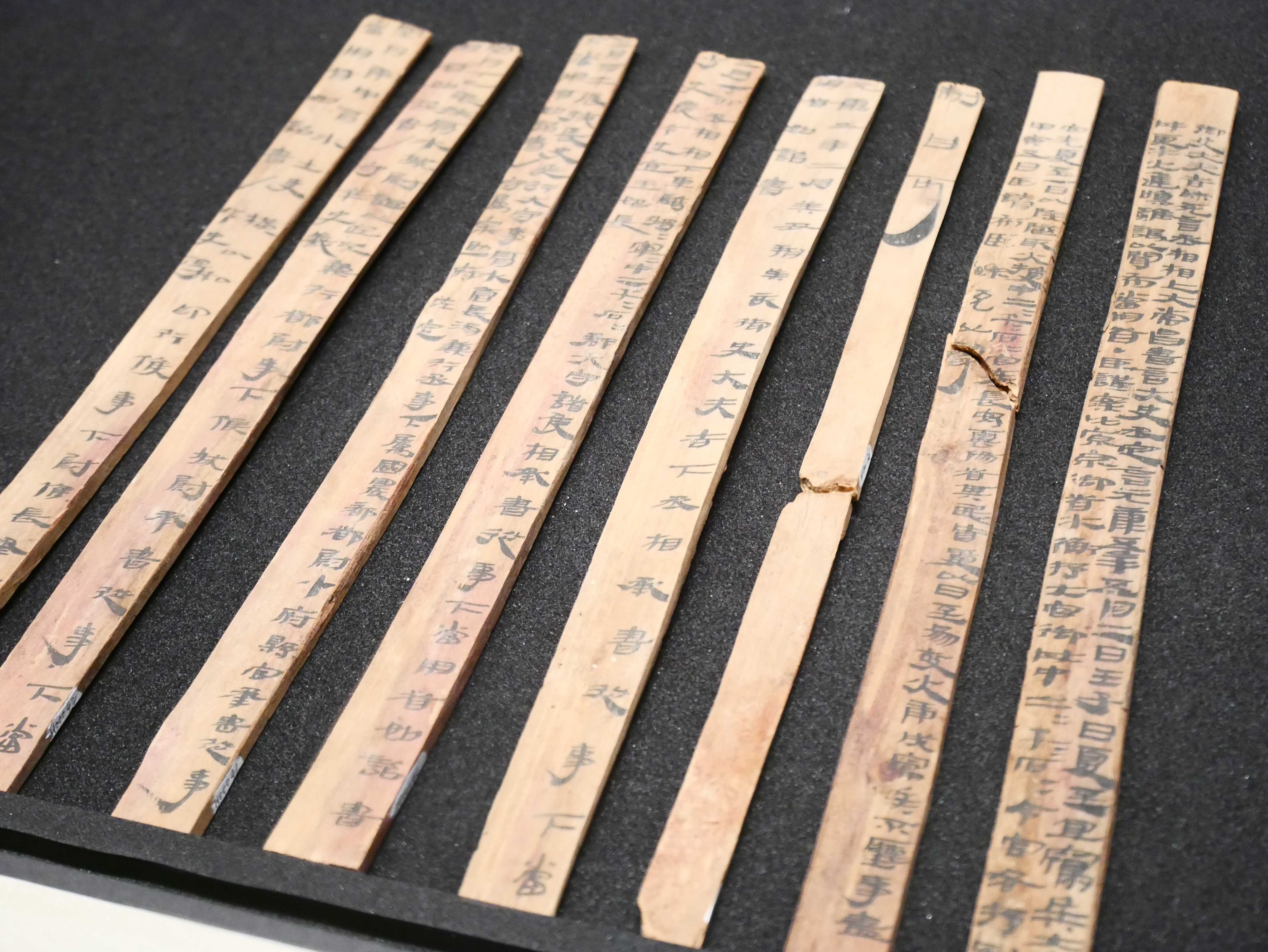
孝宣皇帝元康五年夏至改火詔書

| 元康 | 元年   | 二年   | 三年   | 四年   | 五年   |
| ---- | ------ | ------ | ------ | ------ | ------ |
| 公元 | 前65年 | 前64年 | 前63年 | 前62年 | 前61年 |
| 干支 | 丙辰   | 丁巳   | 戊午   | 己未   | 庚申   |

## 参看
- 中國年號索引
- 其他时期使用的元康年号

| 前一年號： 地节 | 西漢年號 元康 | 下一年號： 神爵 |